# 拜合拉木·阿卜杜外力
拜合拉木·阿卜杜外力（維吾爾語：بەھرام ئابدۇۋەلى‎，拉丁维文：Behram Abduweli，2003年3月8日—），新疆维吾尔自治区伊宁市人，维吾尔族，中华人民共和国足球運動員，現效力中超球隊深圳新鵬城，中国国家足球队成员。

## 生平
拜合拉木11岁时父母双亡，小時候在巷子里卖玉米，賣完玉米會去踢球。上小学后，拜合拉木开始展现足球天赋。其兄与其同样展示了优异的足球天赋，与拜合拉木同样收到过很多职业足球俱乐部的试训邀请，但因无力负担路费且家族开设的小卖部需要人照看，其兄两度放弃试训机会让给拜合拉木。
2015年，拜合拉木前往山东参加全国青少年足球比赛。不久后，拜合拉木被内蒙古盛乐蒙羊足球俱乐部看中，这是他首次开始接受专业足球训练。随后，在一次全国青年比赛中，他5场比赛中踢入9球，夺得金靴奖。
2021年10月，拜合拉木转会至山东鲁能。
2024年6月6日，2026年美加墨世界杯预选赛亚洲区第二阶段第5轮，拜合拉木第29分钟首秀替补登场，随第79分钟进球帮助中国队1比1扳平比分。拜合拉木也成為在中国男足成年國家隊正式比赛中出场的首位新疆球员以及为中国男足成年國家隊破门的首位新疆球员。

## 榮譽

### 個人
- 中國U21金童獎 : 2023[5][6]

## 外部連結
- worldfootball.net：拜合拉木·阿卜杜外力之統計數據 （英文）